# ヘンヘプタコンタン
| ヘンヘプタコンタン | ヘンヘプタコンタン |
| ------------------ | ------------------ |
| CH3(CH2)69CH3      |                    |
| IUPAC名            | ヘンヘプタコンタン |
| 分子式             | C71H144            |
| 分子量             | 997.9031           |
| CAS登録番号        | 7667-82-5          |

ヘンヘプタコンタン (Henheptacontane) とは、分子量ほぼ1000の直鎖状のアルカンである。アルカンの中では最も分子量が1000に近い。炭素原子が71個、分岐することなく一列に連なっている。分子式はC71H144。（CH3(CH2)69CH3）。